# Augustin Kamara Rwakaikara
 (octobre 2009).
Si vous disposez d'ouvrages ou d'articles de référence ou si vous connaissez des sites web de qualité traitant du thème abordé ici, merci de compléter l'article en donnant les références utiles à sa vérifiabilité et en les liant à la section « Notes et références ».
Augustin Kamara Rwakaikara (1950-2004) est un universitaire et ministre de l'Éducation nationale de la république démocratique du Congo.
Chimiste et professeur d'université, Augustin Kamara Rwakaikara a suivi une partie de son cursus en Belgique, où il a obtenu son doctorat à l’Université catholique de Louvain. Il a été pendant longtemps professeur à l'institut supérieur pédagogique de Bunia et est un des initiateurs du Centre universitaire de l'Ituri à Bunia (CUIB) dont il a été Secrétaire général académique.
Élu gouverneur de district de l'Ituri à l'entrée de l'Alliance des forces démocratiques pour la libération du Congo (AFDL) en février 2007. Il est ministre de l'Éducation du premier gouvernement Laurent-Désiré Kabila entre 1997 et 2000, il est ensuite nommé président de conseil d'administration de la Congolaise des hydrocarbures (2003-2004).